# Oncaea media
Oncaea media är en kräftdjursart som beskrevs av Giesbrecht 1891. Oncaea media ingår i släktet Oncaea och familjen Oncaeidae. Inga underarter finns listade i Catalogue of Life.